# Lassie (film, 2005)
Pour plus de détails, voir Fiche technique et Distribution.
Lassie est une comédie dramatique américano-irlandaise réalisée par Charles Sturridge et sortie en 2005. Elle est basée sur le roman d'Eric Knight, Lassie, chien fidèle, mettant en scène le colley Lassie.

## Synopsis
Dans le joli village de Greenhall Bridge, la famille Carraclough essaie de s'en sortir, jusqu'à ce que le père perde son travail. La mort dans l'âme, la famille est contrainte de vendre sa magnifique chienne, Lassie au Duc de Rudling. Après s'être plusieurs fois enfuie pour venir retrouver Joe, son jeune maître, la chienne est emmenée à l'autre bout du pays, sur les côtes du nord de l’écosse. Mais pour Lassie, qu'importe la distance ou le danger. Une fois de plus elle s’échappe. Commence alors un incroyable voyage.

## Fiche technique
Sauf indication contraire, les informations mentionnées dans cette section peuvent être confirmées par la base de données cinématographiques IMDb,  présente dans la section « Liens externes ».
- Titre : Lassie
- Réalisation : Charles Sturridge
- Scénario : Charles Sturridge d'après le roman d'Eric Knight
- Musique : Adrian Johnston
- Photographie : Howard Atherton
- Montage : Peter Coulson
- Production : Ed Guiney, Francesca Barra et Charles Sturridge
  - Coproduction : Samuel et Victor Hadida
  - Production exécutive : Eric Ellenbogen, Doug Schwalbe, Ralph Kamp, Louise Goosill, Steve Christian et Andrew Lowe
- Sociétés de production : Samuel Goldwyn Films (en), Element Films, Firstsight et Davis Films
- Sociétés de distribution : Roadside Attractions, Genius Products Inc. et Metropolitan Filmexport
- Pays de production  :  États-Unis et  Irlande
- Durée : 99 minutes
- Genre : comédie dramatique
- Dates de sortie :
  - Royaume-Uni, Irlande : 16 décembre 2005
  - Canada : 21 avril 2006
  - France : 16 août 2006
  - États-Unis : 1er septembre 2006

## Distribution
Sauf indication contraire, les informations mentionnées dans cette section peuvent être confirmées par la base de données cinématographiques IMDb,  présente dans la section « Liens externes ».
- Peter O'Toole (V. F. : Bernard Tiphaine et V. Q. : Marc Bellier) : le Duc de Rudling
- Samantha Morton (V. Q. : Manon Arsenault) : Sarah Carraclough
- John Lynch (V. Q. : Antoine Durand) : Sam Carraclough
- Jonathan Mason (en) (V. Q. : Léo Caron) : Joe Carraclough
- Steve Pemberton (V. Q. : Benoît Gouin) : Hynes
- Hester Odgers (V. Q. : Laetitia Isambert-Denis) : Cilla
- Jemma Redgrave (V. F. : Marie Gamory) : Daisy
- Peter Dinklage (V. Q. : Thiéry Dubé) : Rowlie
- Gregor Fisher (V. Q. : Jean-Marie Moncelet) : Mapes
- Edward Fox (V. Q. : René Gagnon) : Colonel Hulton
- Kelly Macdonald : Jeanie
- Peter Wight : Dr. Jarrett
- John Standing (V. F. : Tugdual Rio) : Colonel French
- Nicholas Lyndhurst (V. Q. : Jacques Lavallée) : Buckles
- Robert Hardy (V. F. : Philippe Ariotti) : Juge Murray
- Celyn Jones (V. F. : Jerome Wiggins) : Snickers
- Jamie Lee (V. F. : Yannick Blivet) : Tom

Légende : V. F. = Version Française et V. Q. = Version Québécoise